# Det Sorte Tårn (Barad-dûr)
|  | For alternative betydninger, se Det Sorte Tårn |
 Ikke at forveksle med Det Mørke Tårn.
Det Sorte Tårn eller Barad-dûr er den mørke fyrst Saurons højborg i J.R.R. Tolkiens fortællinger fra den fiktive verden Midgård, der bl.a. findes i fantasy-romanerne Ringenes Herre og Silmarillion. Det Sorte Tårn var Saurons primære tilholdssted i Solens Anden- og Tredje Alder. Tårnet blev holdt sammen af sort magi og var den største fæstning i Midgård gennem to tidsaldre. Mørkets Fyrste og hans tilhængere byggede det i Solens Anden Alder (SOAA), og efter Det Sidste Forbunds Krig mod Sauron, opgraderede han- og ombyggede det i Solens Tredje Alder (SOTA). Det Sorte Tårn lå i den nordlige del af hans mørke rige Mordor på højsletten Gorgoroth syd for bjergkæden Askebjergene og ca. 48 kilometer øst for Dommedagsbjerget, hvor den magiske Ene Ring blev smedet. På trods af at Tolkien selv ikke angiver nogen præcis højde for tårnet, vurderes det af flere Tolkien-kendere til at være omkring 1400 m højt.

## Historie
Konstruktionen af Det Sorte Tårn påbegyndtes i år 1000 (SOAA) og tog 600 år at fuldføre.(Kongen vender tilbage, Appendiks B) Det var den største fæstning siden Angbands ødelæggelse i Vredens Fejde i Solens Første Alder. Tårnet kom under belejring i Det Sidste Forbunds Krig i år 3434-3441 (SOAA) og blev efter Saurons nederlag jævnet med jorden, uden det dog kunne ødelægges endeligt. Fundamentet var uskadt pga. Herskerringens sorte magi, og da Isildur nægtede at skille sig af med ringen,(Silmarillion, side 292-93) blev det muligt for Mørkets Fyrste at genskabe tårnet 1000 år senere, da han i sin fysiske skikkelse vendte tilbage til Mordor. I slutningen af tidsalderen blev væsnet Gollum fanget af Saurons soldater og sad i fangenskab i Det Sorte Tårn fra 3009-3017 (SOTA), mens også Gandalf og Aragorn ledte efter det lille monster. Gollum tortureredes af Sauron for, at den mørke fyrste kunne få nye oplysninger ud af ham om Herskerringen, som Gollum havde besiddet i hundredvis af år. Den lille skabning blev løsladt fra tårnet i år 3017, da Sauron var tilfreds med de oplysninger han havde fået.(Eventyret om Ringen, side 292-93, Kongen vender tilbage, Appendiks B)
Først da hobbitten Frodo Sækker (med ufrivillig hjælp fra Gollum) smed Herskerringen i Dommedagsbjergets lavastrømme i år 3019, blev ringens magi over Det Sorte Tårn brudt og det enorme bygningsværk endeligt destrueret sammen med den mørke fyrste. Hverken Sauron eller hans tårn rejste sig nogensinde igen.(Kongen vender tilbage, Appendiks B)

## Etymologi
Det Sorte Tårn hedder Barad-dûr på elversproget Sindarin og kommer af barad (”fæstning”, ”tårn”) og dûr (der betyder ”sort” eller ”mørk”). Derfor kaldes fæstningen også undertiden Det Mørke Tårn. På orkernes Sortsprog kaldes tårnet Lugbúrz, hvilket betyder ”Mørkt Tårn”.(Silmarillion, side 353-54)

## Tårnets struktur
Saurons Sorte Tårn beskrives som et bygningsværk af en sådan størrelse, at det virker uvirkeligt for beskueren, selvom der ikke gives mange detaljer. Foruden selve hovedtårnet, hvor ”Øjet” (Saurons) i toppen skuer ud over hele Midgård, er det ikke usandsynligt at det har været omgivet af flere fæstningstårne. Det Sorte Tårn beskrives som mørkt og indhyllet i en skygge, der gør det svært at se klart og tydeligt. Under fæstningen har der været enorme grotter og kældre, måske brugt til fængsler eller minedrift.

## Fremstilling på film og computerspil
I den første filmversion af  Kongen vender tilbage fra 1980 (skabt af Rankin/Bass), vises Det Sorte Tårn kun få gange. Det fremstilles som en borglignende fæstning beliggende på en bjergside. ”Øjet” er ikke en del af tårnet, men kan ses i luftlagene over Mordor.
Til Peter Jacksons Ringenes Herre – Kongen vender tilbage fra 2003, byggede man en godt 7½ meter høj miniature-model, der i filmens virkelighed fremstår som ca. 1400 m høj, og med ”Øjet” i toppen. Det Sorte Tårn ses i sin helhed i Ringenes Herre – Eventyret om Ringen (2001), hvor det dukker frem i et syn Frodo får på Amon Hen.
I det endelige slag foran Mordors Sorte Port i Ringenes Herre – Kongen vender tilbage, vises tårnet tættere på porten, end det fremgår af Tolkiens kort over Mordor.

### Middle-earth: Shadow of War
I computerspillet Middle-earth: Shadow of War ses Det Sorte Tårn i regionen Gorgoroth, dog ikke indenfor spillepersonens rækkevidde. Det fremstilles på samme måde som i Peter Jacksons film, men er under opførelse og ikke færdigbygget.